# Joachim Kayi Sanda
Joachim Kayi Sanda (Antony, 29 de noviembre de 2006) es un futbolista francés que juega como defensa en el Southampton F. C. de la EFL Championship.

## Trayectoria
El 9 de enero de 2025, tras haber jugado 37 partidos con el primer equipo del Valenciennes F. C., fichó por el Southampton F. C.

## Estadísticas

### Clubes
Actualizado al último partido disputado el 21 de enero de 2023.
| Club                          | Div.          | Temporada     | Liga  | Liga  | Copas nacionales | Copas nacionales | Copas internacionales | Copas internacionales | Total | Total |
| Club                          | Div.          | Temporada     | Part. | Goles | Part.            | Goles            | Part.                 | Goles                 | Part. | Goles |
| ----------------------------- | ------------- | ------------- | ----- | ----- | ---------------- | ---------------- | --------------------- | --------------------- | ----- | ----- |
| Valenciennes F. C. II Francia | 5.ª           | 2022-23       | 1     | 0     | —                | —                | —                     | —                     | 1     | 0     |
| Valenciennes F. C. II Francia | 5.ª           | 2023-24       | 3     | 0     | —                | —                | —                     | —                     | 3     | 0     |
| Valenciennes F. C. II Francia | Total club    | Total club    | 4     | 0     | 0                | 0                | 0                     | 0                     | 4     | 0     |
| Valenciennes F. C. Francia    | 2.ª           | 2023-24       | 20    | 0     | 5                | 0                | —                     | —                     | 25    | 0     |
| Valenciennes F. C. Francia    | 3.ª           | 2024-25       | 11    | 0     | 1                | 0                | —                     | —                     | 12    | 0     |
| Valenciennes F. C. Francia    | Total club    | Total club    | 31    | 0     | 6                | 0                | 0                     | 0                     | 37    | 0     |
| Total carrera                 | Total carrera | Total carrera | 35    | 0     | 6                | 0                | 0                     | 0                     | 41    | 0     |